# Quarterback

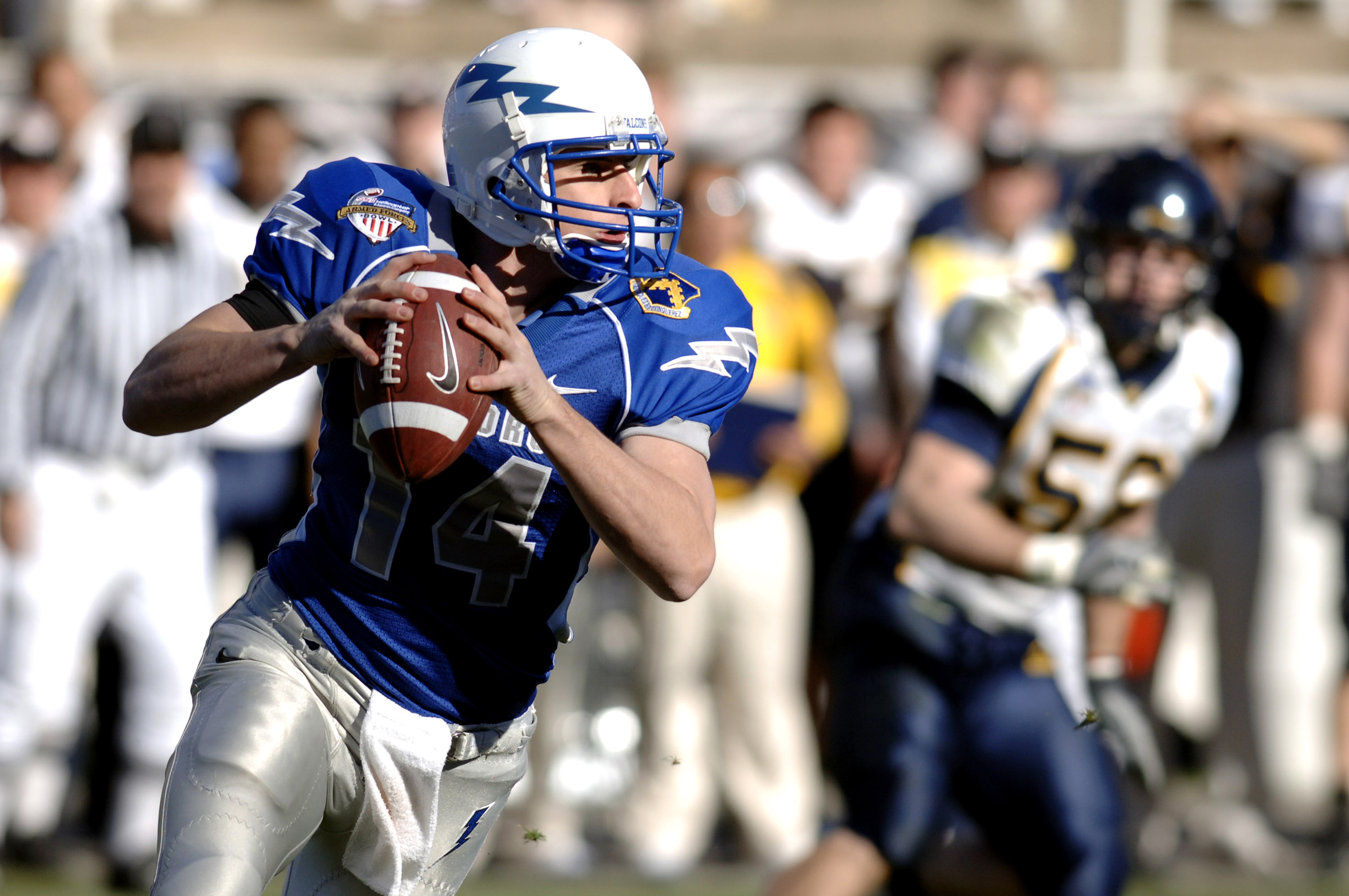
En quarterback på väg att göra en passning i en amerikansk collegematch.

Quarterback (förkortning: QB) är namnet på positionen som är spelfördelaren i den offensiva laguppställningen i amerikansk fotboll. Positionen har likheter med och jämförs med en lagkapten i andra lagsporter.

## Beskrivning
Det är quarterbacken som passar bollen till wide-receivern och är allmänt ansedd som lagets viktigaste spelare. Det är även quarterbacken som, tillsammans med coachen, bestämmer vilken taktik som ska användas. 
Vissa quarterbacks väljer även att finta en passning, för att istället göra en löpning. Michael Vick är en sådan quarterback. Han har sprungit längre än vissa halfbacks i NFL på en säsong.[källa behövs]
Quarterbackens uppgifter varierar stort. På plan är han oftast den som väljer vilket anfallsmönster som ska utföras. Han är även den spelare som bollen i majoriteten av spelsituationerna lämnas över till och som därefter kan välja att antingen passa bollen till en mottagare, lämna över den till en runningback eller behålla bollen själv. Quarterbacken är ofta den spelare som utsätts för stor press från motståndarnas försvar på grund av sitt värde på plan.

## Urval av några kända quarterbackar
- Tom Brady
- Brett Favre
- Peyton Manning
- Dan Marino
- Joe Montana
- Joe Namath
- Ben Roethlisberger
- Bart Starr
- Fran Tarkenton
- Johnny Unitas
- Patrick Mahomes
- Aaron Rodgers
- Jalen Hurts